# توری بووی
توری بووی (انگلیسی: Tori Bowie؛ زادهٔ ۲۷ اوت ۱۹۹۰ – درگذشتهٔ ۲ مهٔ ۲۰۲۳) یک دونده و ورزشکار دو و میدانی اهل ایالات متحده آمریکا بود.
وی برنده یک مدال طلا، یک مدال نقره و یک مدال برنز از بازی‌های المپیک تابستانی ۲۰۱۶ شد.
در ۳ مهٔ ۲۰۲۳، اعلام شد که بووی در خانه خود در فلوریدا درگذشت. او ۳۲ سال داشت.